# Манн, Алакина
Алаки́на Са́ра Манн (англ. Alakina Sarah Mann; род. 1 августа 1990, Суррей, Великобритания) — английская актриса.

## Биография
Алакина Манн родилась 1 августа 1990 года. Окончила школу James Allen's Girls' School. Дебютировала в 2001 году, сыграв в фильме «Другие». Манн и её партнёр Джеймс Бентли получили роль, обойдя более 5000 других претендентов. В картине она сыграла Энн Стюарт, девочку, болеющую ксеродермой и живущую в замке со своими матерью и братом. За эту роль актриса была номинирована на премии «Гойя», «Молодой актёр» и «Сатурн».
В 2003 году снялась в картине «Девушка с жемчужной серёжкой» в роли Корнелии Вармеер, родственницы художника Яна Вармеера. В 2004 году появилась в эпизоде телесериала «Богимены: Царство ночных грязнуль», экранизации одноимённой графической новеллы.

## Фильмография
| Год  |   | Русское название                  | Оригинальное название     | Роль             |
| ---- | - | --------------------------------- | ------------------------- | ---------------- |
| 2001 | ф | Другие                            | The Others                | Энн Стюарт       |
| 2003 | ф | Девушка с жемчужной серёжкой      | Girl with a Pearl Earring | Корнелия Вермеер |
| 2004 | с | Богимены: Царство ночных грязнуль | Fungus the Bogeyman       | Кэти             |

## Награды и номинации
| Год  | Награда       | Категория                                          | Результат |
| ---- | ------------- | -------------------------------------------------- | --------- |
| 2002 | Сатурн        | Лучший молодой актёр или актриса за фильм «Другие» | Номинация |
| 2002 | Молодой актёр | Лучшая актриса второго плана за фильм «Другие»     | Номинация |
| 2002 | Гойя          | Лучший женский актёрский дебют за фильм «Другие»   | Номинация |